# 納豆雑煮
納豆雑煮（なっとうぞうに）は福岡県うきは市、熊本県山鹿市、熊本県合志市、大分県日田市などで食されている雑煮。

## 概要
納豆は雑煮には直接入れず、別添えとして出され、雑煮に入っている餅を納豆にからめたり、雑煮に入れて食する。納豆に含まれるナットウキナーゼやムチンは加熱調理すると効果が薄れるとされるが、納豆雑煮では別添えであるため、理にかなった食べ方であると考えられている。
汁は醤油と塩とでダシ汁に味付けをしたすまし仕立てであるが、使用される醤油が九州の甘口醤油であるため、濃い口醤油を用いる東京のすまし仕立てとは味わいが異なる。
山鹿市では納豆に砂糖を加えてから練る。

## 由来
納豆雑煮が食されている地域は、特に納豆の産地というわけでもない。
加藤清正など、豊臣秀吉によって九州に封じられた武将が、納豆食を持ち込んだことから広まったとされる。または、加藤清正が朝鮮出兵した際に朝鮮半島から連れて来た紙漉き職人たちが山鹿に住むようになり、正月に藁納豆を仕込む風習が根付いたともされる。